# Skin Yard
Skin Yard war eine Grunge-Band aus Seattle, Washington. Sie gelten als einer der Wegbereiter der Grungewelle, welche ihren Höhepunkt Anfang der 1990er Jahre hatte. Trotz des ausbleibenden kommerziellen Erfolges hat, sowohl die Band mit ihrem Sound viele andere Bands dieser Zeit beeinflusst (Nirvana, Soundgarden, The Melvins), als auch ihr Gitarrist Jack Endino als Produzent vieler Bands Musikgeschichte geschrieben, so hat er z. B. Nirvanas erste Platte Bleach produziert und den Gitarrensound dieser Zeit extrem geprägt.

## Bandgeschichte
Skin Yard wurde im Januar 1985 von Jack Endino und Daniel House gegründet, welcher vorher zusammen mit dem späteren Guns-N’-Roses-Bassisten Duff McKagan bei 10 Minute Warning spielte. Als Sänger wurde Ben McMillan, als Schlagzeuger Matthew Cameron gefunden, welcher vorher schon mit Daniel House zusammen Musik gemacht hatte. Ihren ersten Auftritt hatte Skin Yard im Juni 1985 mit The U-Men, auch waren sie neben Soundgarden, The Melvins und Green River auf der Ende 1985 veröffentlichen Deep-Six-Compilation von C/Z vertreten. Anfang 1986 veröffentlichten Skin Yard ihre erste Single und selbst betitelte Platte. Im Juni verließ Matthew Cameron die Band und stieg bei Soundgarden ein. Sein Platz wurde einige Auftritte lang erst von Steve Wied, welcher danach bei Tad spielte, und dann von Greg Gilmore, der später bei Mother Love Bone die Schlägel in der Hand haben sollte, eingenommen. 8 Monate übernahm dann Jason Finn (The Presidents of the United States of America, Love Battery) die Rolle des Drummers, bis er nach Europa ging und durch Scott McCullum ersetzt wurde, der ironischerweise vorher als Drummer bei Soundgarden tätig war. Nach einer US-Tour, die in die Bandgeschichte als die „tour from hell“ einging, verließ Scott McCullum sie Band und Skin Yard wurde über ein Jahr auf Eis gelegt. Mit Barrett Martin (später: Screaming Trees, Mad Season) als neuer fester Drummer begann wieder eine Hochphase der Band. Im Jahr 1991 verließ Daniel House Skin Yard. An dessen Stelle trat Pat Pederson, mit dem sie zusammen ihr letztes veröffentlichtes Album „Inside the Eye“ aufnahmen.
Nach Auflösung der Band gründete Ben McMillan mit Scott McCullum Gruntruck. Pat Pederson und Barrett Martin jammten mit Jack Endino in Endino's Earthworm. Daniel House produziert Platten bei C/Z Records. Barrett Martin gründete sein eigenes Label (Fast Horse Recordings), übernahm weiter den Posten des Drummers bei den Screaming Trees, den er 1991 übernommen hatte, arbeitete als Tour-Drummer für R.E.M. und spielte bei Mad Season. Jack Endino produzierte insgesamt seit 1985 über 250 Platten und widmete sich seinen Soloprojekten.

## Diskografie
Alben
- 1987: Skin Yard (C/Z, CZ CZ003)
- 1988: Hallowed Ground (Toxic Shock, TXLP-15)
- 1990: Fist Sized Chunks (Cruz, CR009)
- 1991: 1000 Smiling Knuckles (Cruz, CR 017)
- 1993: Inside the Eye (Cruz, CRZ 027)
- 2001: Start at the Top – Singles and Rarities (C/Z, Limited Edition)